# Музей Ивана Гончара
Национальный центр народной культуры «Музей Ивана Гончара» (укр. Національний центр народної культури «Музей Івана Гончара») — украинское специализированное научно-исследовательское культурно-образовательное учреждение, расположенное в городе Киеве, на улице Лаврская, дом 19 (бывшая канцелярия генерал-губернатора).
Центром проводятся этнологические исследования, полевые экспедиции, организуются научные конференции и культурно-художественные мероприятия, в частности фестиваль «Орели», налаживается связь с народными художниками, другими носителями традиционной культуры и её исследователями. Музей проводит освещение украинской традиционной культуры с учетом её целостности и самобытности, возрождения национального сознания, сохранения и развития лучших традиций украинского народного искусства и увековечения памяти Ивана Макаровича Гончара.

## История
Основан в 1993 году на базе частной коллекции Ивана Гончара — художника, скульптора и общественного деятеля.
История гласит, что когда И. Гончар был молодым художником, он стал собирать образцы народного творчества, во время поездок по украинским селам. Он  собрал большую коллекцию предметов быта.
Свою коллекцию Иван Гончар начал собирать в конце 1950-х годов. С путешествий по Украине художник привозил предметы народного искусства, изготовленные в разное время, отражающие многообразие культурных традиций страны. За несколько десятилетий кропотливой коллекционной работы, Гончар собрал уникальную коллекцию.
В то время, когда государственные музеи отмечали достижениях культуры советского периода, Иван Гончар не акцентировал внимание на идеологических нюансах творчества. Он был заинтересован в том, чтобы его коллекция отражала традиции украинского народного творчества. В результате, этот общественный музей приобрел популярность не только на Украине, но и за рубежом, а также стал одним из центров движения шестидесятников в Киеве.

## Коллекция
Коллекция музея насчитывает более 15 000 этнографических и художественных единиц экспонатов, среди которых 2700 образцов ткани (полотенца, рубашки, верхняя одежда, ковры, образцы вышивок), около 700 предметов керамики (гончарная посуда, детские игрушки, кафель), коллекция писанок, деревянные резные изделия, изделия из металла и стекла, коллекция народных музыкальных инструментов (кобзы, бандуры, цимбалы, свирели, колесная лира, гусли, коза, трембиты, свирель и другие). Примечательного в коллекции Музея является сборник украинских народных картин, в частности, знаменитых «Казаков Мамаев», а также икон народного письма (500 единиц). Отдельными полотнами представлена профессиональная живопись. Также в Центре хранится личная библиотека Гончара, насчитывающий 2750 книг. В музее хранится много фотографий Ивана Гончара.